# Ornithomya aobatonis
Ornithomya aobatonis är en tvåvingeart som först beskrevs av Matsumura 1905.  Ornithomya aobatonis ingår i släktet Ornithomya och familjen lusflugor. Inga underarter finns listade i Catalogue of Life.